# Kalanchoe bipartita
Kalanchoe bipartita ist eine Pflanzenart der Gattung Kalanchoe in der Familie der Dickblattgewächse (Crassulaceae).

## Beschreibung

### Vegetative Merkmale
Kalanchoe bipartita ist ausdauernd und erreicht Wuchshöhen von 10 bis 20 Zentimetern. Die Wurzeln sind knollenförmig, die einfachen, behaarten Triebe aufrecht. Die Laubblätter sind gestielt. Der fast stängelumfassende Blattstiel ist 1 bis 2 Zentimeter lang. Die länglich eiförmige bis breit eiförmige, spärlich behaarte bis verkahlende Blattspreite ist 3 bis 8 Zentimeter lang und 1,8 bis 4,5 Zentimeter breit. Ihre Spitze ist stumpf, die Basis keilförmig oder verschmälert. Der Blattrand ist ganzrandig bis flach oder unregelmäßig gekerbt.

### Generative Merkmale
Der Blütenstand ist eine wenigblütige Zyme. Die aufrechten Blüten stehen an 1,5 bis 4 Millimeter langen Blütenstielen. Ihre Kelchröhre ist etwa 0,2 Millimeter lang. Ihre dreieckigen bis linealisch-dreieckigen Kelchzipfel sind 2,5 bis 2,8 Millimeter lang. Die orangefarbenen bis roten Kronblätter sind mit purpurfarbenen Längszeichnungen gefleckt. Die zylindrische Kronröhre ist im unteren Teil leicht aufgebläht und 12 bis 14 Millimeter lang. Ihre eiförmigen, zugespitzten Kronzipfel weisen eine Länge von 3,5 bis 6 Millimeter auf und sind 1,5 bis 2 Millimeter breit. Die Staubblätter sind im oberen Teil der Kronröhre angeheftet und ragen nicht aus der Blüte heraus. Die linealischen Nektarschüppchen weisen eine Länge von 2 bis 3 Millimeter auf. Das zylindrisch-lanzettliche Fruchtblatt weist eine Länge von 9 bis 11 Millimeter auf. Der Griffel ist etwa 2 Millimeter lang.
Die Samen erreichen eine Länge von etwa 0,4 Millimeter.
Die Chromosomenzahl beträgt 2n = 34.

## Systematik und Verbreitung
Kalanchoe bipartita ist in Somalia und Kenia im laubabwerfenden Buschland auf trockenen, roten Böden in Höhen von 850 Metern verbreitet.
Die Erstbeschreibung durch Emilio Chiovenda wurde 1916 veröffentlicht.

## Nachweise